# Malaxis maclaudii
Malaxis maclaudii är en orkidéart som först beskrevs av Achille Eugène Finet, och fick sitt nu gällande namn av Victor Samuel Summerhayes. Malaxis maclaudii ingår i släktet knottblomstersläktet, och familjen orkidéer. Inga underarter finns listade i Catalogue of Life.